# Neufra
Neufra település Németországban, azon belül Baden-Württembergben. Lakosainak száma 1874 fő (2023. december 31.). Neufra Winterlingen, Bitz, Burladingen, Gammertingen, Veringenstadt és Hettingen községekkel határos.

## Népesség
A település népessége az elmúlt években az alábbi módon változott:
| Lakosok száma | 1455 | 1652 | 1733 | 1751 | 1815 | 1958 | 1934 | 1923 | 1866 | 1874 |
|               | 1961 | 1967 | 1974 | 1980 | 1987 | 1993 | 2000 | 2006 | 2013 | 2023 |